# Ding Dong
Ding Dong – singel izraelskiej piosenkarki Dany International napisany przez nią samą oraz wydany w 2011 roku.
W 2011 roku utwór reprezentował Izrael podczas 56. Konkursu Piosenki Eurowizji dzięki wygraniu w marcu finału krajowych eliminacji eurowizyjnych Kdam 2011, do udziału w których został zakwalifikowany jako jedna z dziesięciu propozycji. Singiel otrzymał w finale łącznie 270 punktów w głosowaniu jurorów oraz telewidzów. 
12 maja został zaprezentowany przez International jako dwunasty w kolejności podczas drugiego półfinału konkursu i zajął ostatecznie 15. miejsce z 38 punktami na koncie, przez co nie zakwalifikował się do finału.

## Lista utworów
CD maxi-single
1. „Ding Dong” (Eurovision Version) – 2:50
2. „Ding Dong” (Instrumental Version) – 2:50
3. „Ding Dong” (Wideo) – 2:49